# جوانما (لاعب كرة قدم)
جوانما (بالإسبانية: Juan Manuel Espinosa Valenzuela)‏ (8 أغسطس 1984 في إسبانيا - ) هو لاعب كرة قدم إسباني في مركز الوسط. لعب مع ريال خاين ونادي أونتينيينت ونادي إيركوليس ونادي بورغوس ونادي قادش وريال سوسيداد ديبورتيفا الكالا وأتليتيكو مانشا ريال وCD Móstoles ‏.

## وصلات خارجية
- جوانما (لاعب كرة قدم) على موقع قاعدة بيانات كرة القدم.إي يو (الإنجليزية)
- جوانما (لاعب كرة قدم) على موقع Soccerway.com (الإنجليزية)
- جوانما (لاعب كرة قدم) على موقع AS.com (الإسبانية)